# Wostok-Küste
Koordinaten: 68° 55′ S, 90° 29′ W
Die Wostok-Küste (norwegisch Vostokkysten) bildet den 14 km langen Küstenabschnitt im Süden und Südosten der Peter-I.-Insel in der Bellingshausen-See in der Antarktis. Er liegt zwischen dem Kap Michajlovodden bei der Kiwibukta im Osten und der Mündung des Zavodovskijbreen im Südwesten. Im Nordosten schließt sich die Von-Bellingshausen-Küste an, und im Westen und Nordwesten die Lazarew-Küste.
Wissenschaftler des Norwegischen Polarinstituts benannten sie 1974 nach der Korvette Wostok, Flaggschiff der ersten russischen Antarktisexpedition (1819–1821) unter der Leitung von Fabian Gottlieb von Bellingshausen (1778–1852), dem Entdecker der Peter-I.-Insel.